# Centre de curling Ice Cube

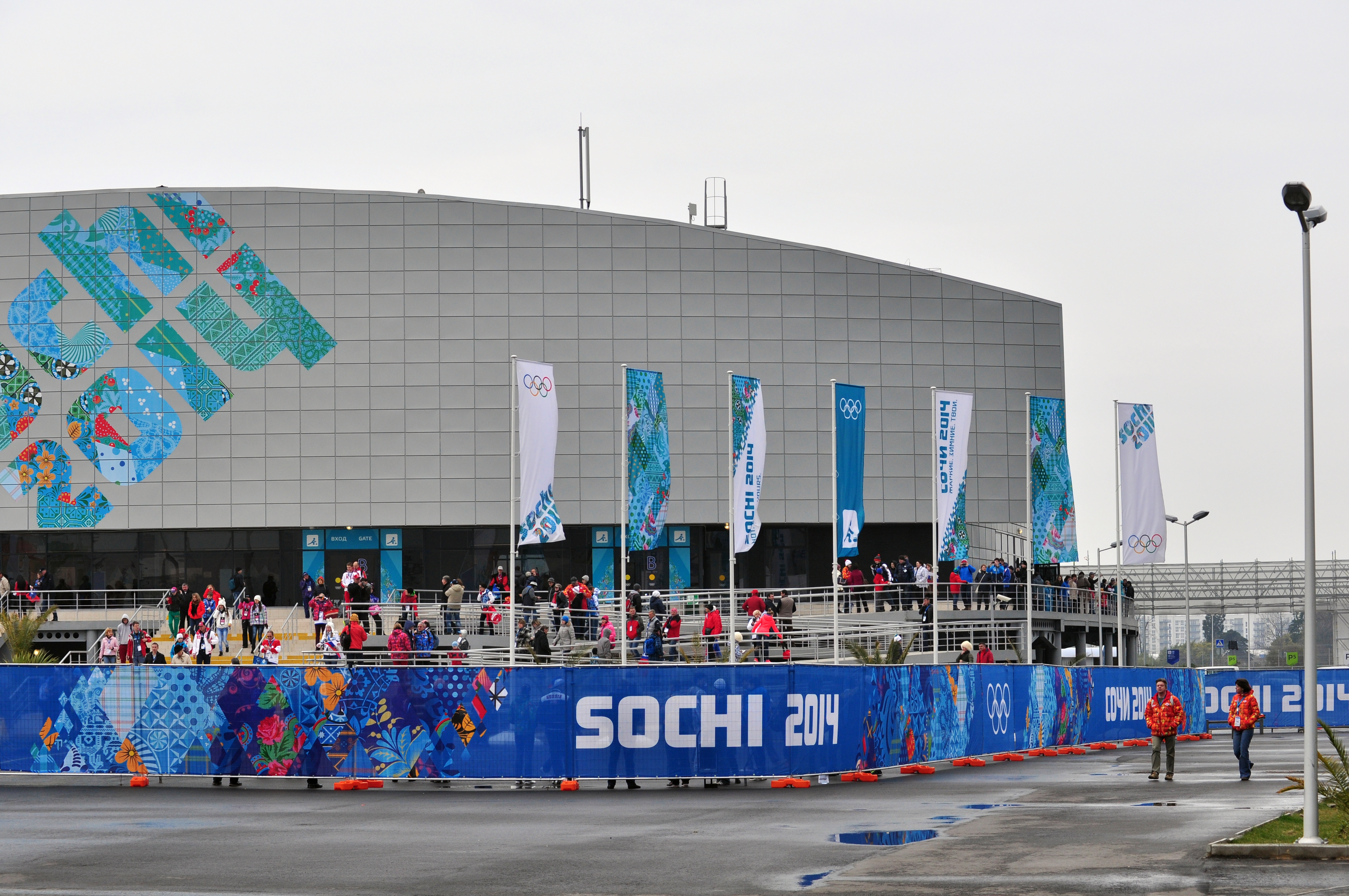
centre de curling Ice Cube

Le centre de curling Ice Cube (en russe : Кёрлинговый центр Ледяной куб) est un équipement sportif situé à Adler (Russie), district de Sotchi qui accueille une partie des épreuves des jeux olympiques d'hiver de 2014.
Le centre de curling Ice Cube accueillera quant à lui les épreuves de curling. Il a été inauguré en décembre 2012 et contient 3 000 places.